# Благовіщення (Білоцерківський район)
Благовіщення  — колишнє село в Україні, у Білоцерківському районі Київської області. Підпорядковувалось Іванівській сільській раді. Розташовувалося за 4 км на північ від Іванівки
Виникло у 1-й чверті 20 століття.
21 жовтня 1985 року Київська обласна рада зняла село з обліку. Територія колишнього села розорана.